# Julien Rascagnères
Pas d'image ? Cliquez ici

a Compétitions nationales et continentales officielles uniquement.

Julien Rascagnères, né le 20 mars 1945 à Perpignan en France et mort le 19 septembre 2022 à Cabestany en France, est un joueur français de rugby à XIII évoluant au poste de talonneur ou de troisième ligne. Il devient par la suite entraîneur puis arbitre de rugby à XIII, officiant lors de finales de Coupe de France et au niveau international.
Il a également eu à arbitrer des rencontres du Championnat d'Angleterre et du championnat de Nouvelle-Galles du Sud.
Son principal fait d'arme étant l'arbitrage du match Grande-Bretagne- Australie le 30 octobre 1982, qu'il « arbitre de manière magistrale […] devant un stade bourré jusqu'à la gueule avec quelques 40 000 spectateurs ».

## Palmarès
- Collectif :
  - Vainqueur de la Coupe de France : 1975 (Pia)[3].

## Match internationaux
Il a également arbitré d'autres rencontres internationales :
- Grande-Bretagne - Australie le 30 octobre 1982[4].
- Grande-Bretagne - Australie le 20 novembre 1982.
- Grande-Bretagne - Australie le 28 novembre 1982.
- Catalans-Australie le 12 décembre 1982[2]
- Australie - Nouvelle-Zélande le 18 juin 1985.
- Nouvelle-Zélande - Australie le 30 juin 1985.
- Nouvelle-Zélande - Australie le 7 juillet 1985.
- Grande-Bretagne - Australie le 25 octobre 1986.
- Grande-Bretagne - Australie le 8 novembre 1986.
- Grande-Bretagne - Australie le 22 novembre 1986.

### Vidéographie
- Match Grande-Bretagne-Australie du 30 octobre 1982 arbitré par Julien Rascagnères, sur youtube